# Велики Јовановац
Велики Јовановац је насеље Града Пирота у Пиротском округу. Према попису из 2022. има 252 становника (према попису из 2002. било је 395 становника).

## Историјат
Велики Јовановац се налази у долини Нишаве, 8 км југоисточно од Пирота. Близу њега су река Нишава, аутопут и железничка пруга Београд-Софија а са свим околним селима је повезан асфалтним путевима и аутобуском везом. Са Трњаном и Малим Јовановцем готово да се додирује. Са Трњаном има и заједничко гробље. (Трњанска гробишта, копали смo се измешано, залепили смo се уз њи. Пре двајес-тријес године купимо парцелу уз њина гробишта и са се и там сарањујемо. Светолик Станојевић, 1928).
Село је настало на атару села Трњане крајем 18. века. Засновао га је Турчин Осман Алач Дрндар, по коме се читав век касније, све до ослобођења од Турака, званично називало Алачев Чивлик, како се незванично назива и до наших дана. Име Јовановац добило је према Јовану, врло предузимљивом човеку, који се борио за интересе села. Присилном женидбом и на друге начине он је слуге на свом чифлику везао за земљу и тако направио језгро села, у које се касније насељавају породице са разних страна. (На турско смо место дошли. Светолик Станојевић, 1928).
Атари Великог Села, Трњане и Крупца делом се мешају са атарима Малог Јовановца и Великог Јовановца а атари два Јовановца се још више међусобно мешају, тако да нема јасне границе између њих. Атар је у плодној равници поред Нишаве, која га повремено плави, због чега је погодно за све ратарске културе, за поврће и воће, али оскудева у огревном дрвету, пашњачким површинама и води.
Један извор - Јеминовица, заједнички је са Малим Јовановцем и Великим Селом, а други - Ружица, у атару је Сукова, на рубу према јовановачким њивама. Године 1958. изграђен је канал који регулише протицање сталних и бујичних вода. Јужна ивица атара је на падини погодној за виноградарство, на којој готово свако домаћинство има свој виноград. Услови су повољни за говедарство, свињарство и живинарство. Село је богато и покрива готово све своје потребе у храни, а има и значајне тржне вишкове пшенице, кукуруза, поврћа, вина, ракије, говеђег меса, млека. Низводно на Нишави су Кусувранска и Гарина, а на Венеговској бари је Донина, а некада и Стоина воденица, чије услуге доносе значајне приходе власницима, а користе се заједно са Малим
Јовановцем, Великим Селом и другим ближим и даљим селима.
Делови села: Две поделе: Горња мала, Долња мала, Клок, Венеговсћи пут, Гробарска мала, Савчин сокак, Кусуврансћи сокак, Костин сокак.
На самом улазу у село налази се црква Светог Саве. Започета тридесетих година прошлог века, изградња овог храма настављена је и завршена тек у скорије време.

## Демографија
У насељу Велики Јовановац живи 331 пунолетни становник, а просечна старост становништва износи 47,5 година (45,1 код мушкараца и 50,3 код жена). У насељу има 147 домаћинстава, а просечан број чланова по домаћинству је 2,69.
Ово насеље је великим делом насељено Србима (према попису из 2002. године), а у последња три пописа, примећен је пад у броју становника.
|  |

| Демографија | Демографија | Демографија |
| Година      | Становника  | Становника  |
| ----------- | ----------- | ----------- |
| 1948.       | 939         |             |
| 1953.       | 920         |             |
| 1961.       | 815         |             |
| 1971.       | 719         |             |
| 1981.       | 609         |             |
| 1991.       | 487         | 483         |
| 2002.       | 395         | 402         |

| Етнички састав према попису из 2002.‍ | Етнички састав према попису из 2002.‍ | Етнички састав према попису из 2002.‍ | Етнички састав према попису из 2002.‍ | Етнички састав према попису из 2002.‍ |
| ------------------------------------ | ------------------------------------ | ------------------------------------ | ------------------------------------ | ------------------------------------ |
|                                      |                                      |                                      |                                      |                                      |
| Срби                                 | Срби                                 |                                      | 394                                  | 99,74%                               |
| Црногорци                            | Црногорци                            |                                      | 1                                    | 0,25%                                |
| непознато                            | непознато                            |                                      | 0                                    | 0,0%                                 |

| \| \| м \| \| \| ж \| \| ? \| 0 \| \| \| 0 \| \| 80+ \| 6 \| \| \| 12 \| \| 75—79 \| 7 \| \| \| 14 \| \| 70—74 \| 13 \| \| \| 19 \| \| 65—69 \| 26 \| \| \| 18 \| \| 60—64 \| 22 \| \| \| 14 \| \| 55—59 \| 13 \| \| \| 12 \| \| 50—54 \| 14 \| \| \| 12 \| \| 45—49 \| 14 \| \| \| 11 \| \| 40—44 \| 17 \| \| \| 8 \| \| 35—39 \| 13 \| \| \| 10 \| \| 30—34 \| 10 \| \| \| 12 \| \| 25—29 \| 7 \| \| \| 7 \| \| 20—24 \| 7 \| \| \| 6 \| \| 15—19 \| 12 \| \| \| 7 \| \| 10—14 \| 14 \| \| \| 7 \| \| 5—9 \| 11 \| \| \| 8 \| \| 0—4 \| 8 \| \| \| 4 \| \| Просек : \| 45,1 \| \| \| 50,3 \| |      |  |  |      |
| |      |  |  |      |
| | м    |  |  | ж    |
| ? | 0    |  |  | 0    |
| 80+ | 6    |  |  | 12   |
| 75—79 | 7    |  |  | 14   |
| 70—74 | 13   |  |  | 19   |
| 65—69 | 26   |  |  | 18   |
| 60—64 | 22   |  |  | 14   |
| 55—59 | 13   |  |  | 12   |
| 50—54 | 14   |  |  | 12   |
| 45—49 | 14   |  |  | 11   |
| 40—44 | 17   |  |  | 8    |
| 35—39 | 13   |  |  | 10   |
| 30—34 | 10   |  |  | 12   |
| 25—29 | 7    |  |  | 7    |
| 20—24 | 7    |  |  | 6    |
| 15—19 | 12   |  |  | 7    |
| 10—14 | 14   |  |  | 7    |
| 5—9 | 11   |  |  | 8    |
| 0—4 | 8    |  |  | 4    |
| Просек : | 45,1 |  |  | 50,3 |

| Година пописа     | 1948. | 1953. | 1961. | 1971. | 1981. | 1991. | 2002. |
| ----------------- | ----- | ----- | ----- | ----- | ----- | ----- | ----- |
| Број домаћинстава | 188   | 188   | 199   | 197   | 184   | 155   | 147   |

| Број чланова      | 1  | 2  | 3  | 4  | 5  | 6 | 7 | 8 | 9 | 10 и више | Просек |
| ----------------- | -- | -- | -- | -- | -- | - | - | - | - | --------- | ------ |
| Број домаћинстава | 39 | 53 | 16 | 15 | 13 | 6 | 2 | 1 | 1 | 1         | 2,69   |

| Пол    | Укупно | Неожењен/Неудата | Ожењен/Удата | Удовац/Удовица | Разведен/Разведена | Непознато |
| ------ | ------ | ---------------- | ------------ | -------------- | ------------------ | --------- |
| Мушки  | 181    | 36               | 119          | 20             | 6                  | 0         |
| Женски | 162    | 13               | 116          | 32             | 1                  | 0         |
| УКУПНО | 343    | 49               | 235          | 52             | 7                  | 0         |

| Пол    | Укупно                    | Пољопривреда, лов и шумарство | Рибарство                            | Вађење руде и камена | Прерађивачка индустрија       |
| ------ | ------------------------- | ----------------------------- | ------------------------------------ | -------------------- | ----------------------------- |
| Мушки  | 69                        | 13                            | 0                                    | 0                    | 27                            |
| Женски | 56                        | 25                            | 0                                    | 0                    | 21                            |
| Укупно | 125                       | 38                            | 0                                    | 0                    | 48                            |
|        |                           |                               |                                      |                      |                               |
| Пол    | Производња и снабдевање   | Грађевинарство                | Трговина                             | Хотели и ресторани   | Саобраћај, складиштење и везе |
| Мушки  | 1                         | 3                             | 2                                    | 2                    | 6                             |
| Женски | 0                         | 0                             | 4                                    | 0                    | 0                             |
| Укупно | 1                         | 3                             | 6                                    | 2                    | 6                             |
|        |                           |                               |                                      |                      |                               |
| Пол    | Финансијско посредовање   | Некретнине                    | Државна управа и одбрана             | Образовање           | Здравствени и социјални рад   |
| Мушки  | 0                         | 1                             | 4                                    | 1                    | 0                             |
| Женски | 0                         | 0                             | 1                                    | 2                    | 0                             |
| Укупно | 0                         | 1                             | 5                                    | 3                    | 0                             |
|        |                           |                               |                                      |                      |                               |
| Пол    | Остале услужне активности | Приватна домаћинства          | Екстериторијалне организације и тела | Непознато            | Непознато                     |
| Мушки  | 0                         | 0                             | 0                                    | 9                    | 9                             |
| Женски | 0                         | 0                             | 0                                    | 3                    | 3                             |
| Укупно | 0                         | 0                             | 0                                    | 12                   | 12                            |